# Distretto di Laufenburg
Il distretto di Laufenburg è un distretto del Canton Argovia, in Svizzera. Confina con i distretti di Zurzach a est, di Brugg a sud-est, di Aarau a sud e di Rheinfelden a ovest, con il Canton Soletta (distretto di Gösgen) e il Canton Basilea Campagna (distretto di Sissach) a sud-ovest e con la Germania (circondario di Waldshut nel Baden-Württemberg) a nord. Il capoluogo è Laufenburg.

## Comuni
Amministrativamente è diviso in 17 comuni:
- Böztal
- Eiken
- Frick
- Gansingen
- Gipf-Oberfrick
- Herznach-Ueken
- Kaisten
- Laufenburg
- Mettauertal
- Münchwilen
- Oberhof
- Oeschgen
- Schwaderloch
- Sisseln
- Wittnau
- Wölflinswil
- Zeihen

### Divisioni
- 1803: Herznach → Herznach, Ueken
- 1803: Mettau → Mettau, Wil
- 1803: Wölflinswil → Oberhof, Wölflinswil
- 1804: Frick → Frick, Gipf-Oberfrick
- 1806: Eiken → Eiken, Sisseln
- 1833: Mettau → Mettau, Oberhofen

### Fusioni
- 1852: Niederzeihen, Oberzeihen (frazione di Herznach)  → Zeihen
- 1866: Oberleibstadt (distretto di Zurzach), Unterleibstadt → Leibstadt (distretto di Zurzach)
- 2010: Etzgen, Hottwil (distretto di Brugg), Mettau, Oberhofen, Wil  → Mettauertal
- 2010: Ittenthal, Kaisten → Kaisten
- 2010: Laufenburg, Sulz → Laufenburg
- 2022: Bözen (Distretto di Brugg), Effingen (Distretto di Brugg), Elfingen (Distretto di Brugg), Hornussen→ Böztal
- 2023: Herznach, Ueken → Herznach-Ueken